# トケラウ語
トケラウ語（トケラウご、英: Tokelauan language、Fakaafo）は、ポリネシア諸語に属する言語である。言語的分類でツバル語が近い関係にある。